# Sangue di mezz'inverno
Sangue di mezz'inverno (titolo originale Midvinterblod) è un romanzo giallo dello scrittore svedese Mons Kallentoft, pubblicato in Svezia nel 2007.
Il libro è il primo della serie con protagonista l'ispettore Malin Fors, della polizia criminale di Linköping.
La prima edizione del romanzo è stata pubblicata nell'anno 2010 da Editrice Nord.

## Trama
Nella campagna di Linköping, in Svezia, viene rinvenuto il cadavere di un uomo impiccato ad un albero. L'uomo è completamente nudo e il suo corpo è ricoperto di lividi e ustioni. A causa dell'abbondante nevicata, tutte le tracce che l'assassino avrebbe potuto lasciare, vengono cancellate. Le indagini spettano all'ispettore Malin Fors, della polizia di Linköping, una donna divorziata, madre di una ragazzina di 13 anni, avuta in giovanissima età.

## Edizioni
- Mons Kallentoft, Sangue di mezz'inverno, traduzione di A. Storti, Editrice Nord, 2010. ISBN 978-88-429-1647-5.
- Mons Kallentoft, Sangue di mezz'inverno, traduzione di A. Storti, TEA, 2011. ISBN 978-88-502-2650-4.